# چن شینگدونگ
چن شینگدونگ (انگلیسی: Chen Xingdong؛ زادهٔ ۲ آوریل ۱۹۷۰) بدمینتون‌باز اهل چین بود. وی در بازی‌های المپیک تابستانی ۱۹۹۶ شرکت کرده‌است.